# تشارلز بي ديفيس
تشارلز بي ديفيس (بالإنجليزية: Charles P. Davis)‏ هو عسكري أمريكي، ولد في 5 يونيو 1872 في لونغ برايري في الولايات المتحدة، وتوفي في 28 مايو 1943 في فالي سيتي في الولايات المتحدة.